# 1914 (szám)
Az 1914 (római számmal: MCMXIV) az 1913 és 1915 között található természetes szám.

## A matematikában
A tízes számrendszerbeli 1914-es a kettes számrendszerben 11101111010, a nyolcas számrendszerben 3572, a tizenhatos számrendszerben 77A alakban írható fel.
Az 1914 páros szám, összetett szám. Kanonikus alakja 21 · 31 · 111 · 291, normálalakban az 1,914 · 103 szorzattal írható fel. Tizenhat osztója van a természetes számok halmazán, ezek növekvő sorrendben: 1, 2, 3, 6, 11, 22, 29, 33, 58, 66, 87, 174, 319, 638, 957 és 1914.
Az 1914 két szám valódiosztóösszeg-függvényeként áll elő, ezek az 1902 és az 1913².